# ويكيبيديا اللاتفية
ويكيبيديا اللاتفية (باللاتفية: Vikipēdija latviešu valodā) هي النسخة اللاتفية من موسوعة ويكيبيديا. أطلقت في 6 يونيو 2003. هي ثاني أكبر ويكيبيديا في منطقة البلطيق.
اعتبارًا من فبراير 2021، كانت ويكيبيديا اللاتفية أكثر ويكيبيديا زيارةً في لاتفيا. قبل ويكيبيديا الروسية وويكيبيديا الإنجليزية.

## التاريخ
أنشئت ويكيبيديا اللاتفية جنبًا إلى جنب مع الصربية والكاناداية والوالونية والولوفية. أقدم مقال هو "Psihologija" والذي نُشر في 6 يونيو 2003 وأعيد توجيهه إلى "Psiholoģija" (علم النفس) في 7 ديسمبر 2004. أضيفت الصفحة الرئيسية بعد أربعة أشهر من المقالة الأولى، في 6 أكتوبر 2003.
كان نمو الموسوعة بطيئًا، وكانت بعض المقالات حول الجوانب المهمة للثقافة اللاتفية مفقودة في البداية. على سبيل المثال، لم تكتب مقالة الجازي حتى مارس 2008. كان معدل نمو ويكيبيديا اللاتفية مستقرًا للغاية منذ عام 2006.
في 30 سبتمبر 2013، أضيف المحرر المرئي للمستخدمين الذين قاموا بتسجيل الدخول، وبحلول 7 أكتوبر 2013، أصبح متاحًا لجميع المستخدمين على ويكيبيديا اللاتفية. في 6 يونيو 2013 احتفلت ويكيبيديا اللاتفية بالذكرى العاشرة لإنشائها. تغير الشعار الرسمي إلى شعار تذكاري لهذه المناسبة.

### الاسم والشعار
في 22 سبتمبر 2004، حمل أول شعار لاتفي كلمة "Wikipēdija"، وفي 1 يونيو 2005، غيير الاسم إلى "Vikipēdija". في وسائل الإعلام اللاتفية، تستخدم الكلمتين "Wikipedia" و"Vikipēdija" بالتبادل للإشارة إلى كل من ويكيبيديا بشكل عام والطبعة اللاتفية على وجه التحديد، ولكن "Vikipēdija" أكثر شيوعًا.
استجابةً لكارثة انهيار سقف مركز زوليتود في 21 نوفمبر 2013، قامت ويكيبيديا اللاتفية، تمامًا مثل العديد من مواقع الويب اللاتفية الأخرى، بتغيير شعارها لمدة ثلاثة أيام وتضمن الشعار التذكاري اللون الأسود وصورة شمعة.

### التقدم
- 6 يونيو 2003 - مقال واحد
- 28 ديسمبر 2004 - 500 مقالة
- 5 مارس 2005 - 1000 مقالة
- 15 أكتوبر 2005- 2500 مقالة
- 7 سبتمبر 2006 - 5000 مقالة
- 19 يوليو 2007 - 10000 مقالة
- 13 فبراير 2009 - 20000 مقالة
- 19 سبتمبر 2010 - 30000 مقالة
- 19 فبراير 2012 - 40.000 مقالة
- 17 مارس 2013 - 50،000 مقالة
- 3 مارس 2015 - 60.000 مقالة
- 19 يونيو 2016 - 70000 مقالة
- 17 نوفمبر 2017 - 80000 مقالة
- 27 ديسمبر 2018 - 90.000 مقالة
- 24 يناير 2020 - 100000 مقالة

### ماراثون ويكيبيديا اللاتفية
كان ماراثون ويكيبيديا اللاتفية (باللاتفية: Latvijas Vikipēdijas maratons) مشروعًا جمع مجتمع ويكيبيديا اللاتفية مع العديد من الشركاء الخاصين في جهد مشترك بهدف توسيع ويكيبيديا اللاتفية لتنشيط قابلية استخدام اللغة اللاتفية في عملية التعلم والمعرفة والعمل البحثي.

## الإحصائيات
اعتبارًا من يوليو 2021، بلغت عدد المقالات في ويكيبيديا اللاتفية 135٬000 ما يقرب من 33٪ من جميع المقالات المكتوبة بلغات البلطيق، بزيادة عن 24٪ في عام 2014. مما يجعلها ثاني أكبر طبعة بلطيقة بعد الليتوانية، التي يمثل 61٪.
| عدد المستخدمين المسجلين | عدد المستخدمين النشيطين | عدد المقالةات | صفحات المحتوى | عدد التعديلات | عدد الملفات المرفوعة | عدد الإداريين |
| ----------------------- | ----------------------- | ------------- | ------------- | ------------- | -------------------- | ------------- |
| 130٬637                 | 282                     | 135٬216       | 542٬401       | 4٬274٬022     | 27٬413               | 14            |

## معرض صور

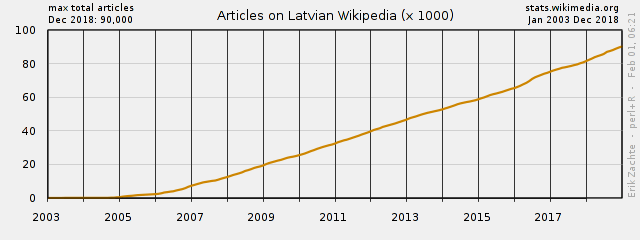
نمو مقالات ويكيبيديا اللاتفية
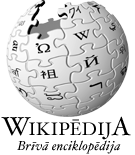
شعار ويكيبيديا اللاتفية. الذي استخدم من 22 سبتمبر 2004 إلى 1 يونيو 2005
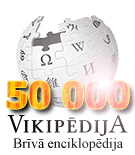
شعار تذكاري لـويكيبيديا اللاتفية بمناسبة الوصول إلى 50,000 مقالة (17 أغسطس 2013)
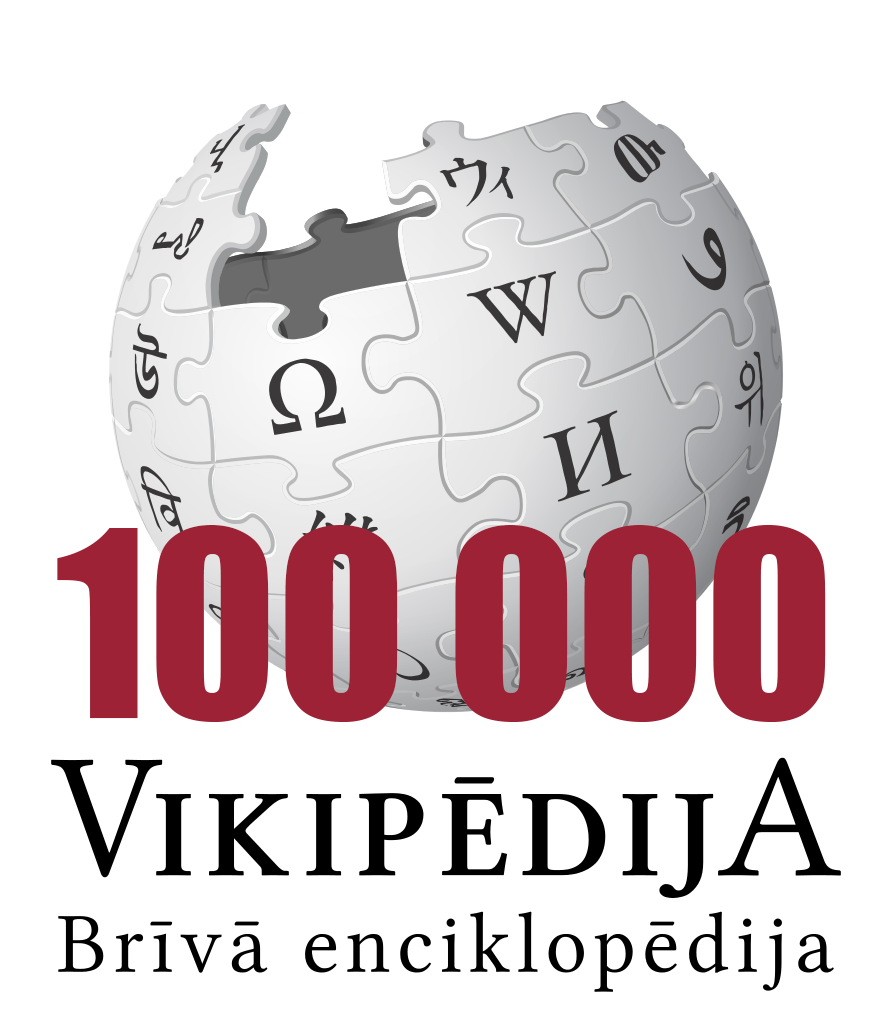
شعار تذكاري لـويكيبيديا اللاتفية بمناسبة الوصول إلى 100,000 مقالة (24 يناير 2020)
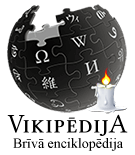
عرض هذا الشعار تخليداً لذكرى ضحايا انهيار سقف مركز تسوق زوليتود (23-26 نوفمبر 2013)
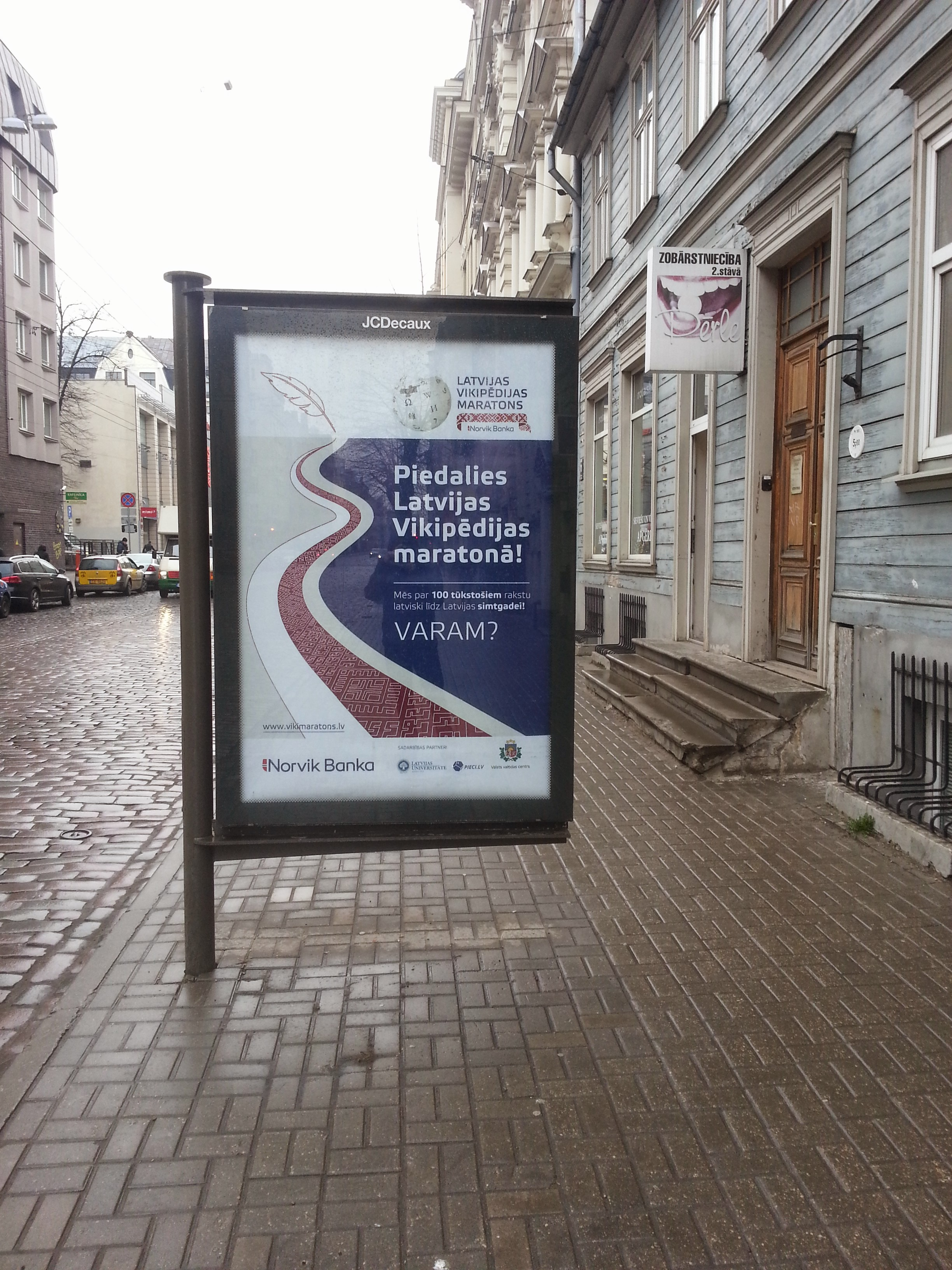
ملصق لماراثون ويكيبيديا اللاتفية في ريغا